# Mag Bodard, un destin
Pour plus de détails, voir Fiche technique et Distribution.
Mag Bodard, un destin est un documentaire d'archives tourné pour la télévision par Anne Wiazemsky en 2005.

## Synopsis
Le documentaire est un portrait de Mag Bodard.

## Fiche technique
- Titre : Mag Bodard, un destin
- Réalisation : Anne Wiazemsky
- Photographie : Pierre Stoeber
- Montage : Guillaume Lauras
- Mixage : Christophe Daubré
- Production : Mireille Achino
- Sociétés de production : Entracte Production, France 5 et INA
- Durée : 52 minutes
- Date de première diffusion : France 5 en 2005

## Participants
- Mag Bodard
- Fanny Ardant
- Philippe Martin
- Nina Companeez
- Bernard Giraudeau
- Anne Wiazemsky (voix off)
- Lucien Bodard (archives)
- Pierre Lazareff (archives)
- Jacques Demy (archives)
- Agnès Varda (archives)
- Françoise Dorléac (archives)
- Catherine Deneuve (archives)
- Gene Kelly (archives)
- Michel Deville (archives)
- Brigitte Bardot (archives)
- Jean-Pierre Cassel (archives)
- André Delvaux (archives)
- Jacques Doniol-Valcroze (archives)